# Хебентон, Энди
Эндрю Александр Хебентон (англ. Andrew Alexander Hebenton; 3 октября 1929, Виннипег — 29 января 2019, Портленд) — канадский хоккеист, правый нападающий. Выступал в Национальной хоккейной лиге в 1955—1964 годах, был игроком таких клубов как «Нью-Йорк Рейнджерс» и «Бостон Брюинз».

## Биография
Энди Хебентон родился 3 октября 1929 года в городе Виннипег провинции Манитоба, Канада.
Играл на юниорском уровне за местную виннипегскую команду «Виннипег Канадиенс» в Манитобской юниорской хоккейной лиге.
Дебютировал среди профессионалов в 1949 году, присоединившись к команде «Цинциннати Мохокс» из Американской хоккейной лиги. Также в этом сезоне отметился выступлением за «Монреаль Ройалс» из Квебекской старшей хоккейной лиги.
Начиная с 1950 года в течение нескольких последующих сезонов представлял клуб «Виктория Кугарс», играл в его составе в Хоккейной лиге тихоокеанского побережья (позже переименованной в Западную хоккейную лигу). Особенно хорошо проявил себя в 1955 году, когда сумел забросить 46 шайб и был выбран в первую сборную всех звёзд лиги — тем самым обратил на себя внимание клубов Национальной хоккейной лиги.
В сезоне 1955/56 наконец стал игроком клуба НХЛ «Нью-Йорк Рейнджерс», в котором оставался на протяжении восьми лет. Всё это время являлся игроком основного состава команды, выступая на позиции правого нападающего. В сезоне 1956/57 за образцовое джентльменское поведение удостоился награды «Леди Бинг Трофи», тогда как наилучшую статистику показал в сезоне 1958/59, когда забросил 33 шайбы и отдал 29 голевых передач. В 1960 году принимал участие в матче всех звёзд НХЛ, во втором периоде с передачи своего одноклубника Реда Салливана забросил решающую шайбу, благодаря чему его команда победила со счётом 2:1.
В сезоне 1963/64 в результате драфта отказов Хебентон оказался в «Бостон Брюинз», отыграл за клуб во всех матчах регулярного чемпионата, но этот сезон стал для него последним в НХЛ. В общей сложности он провёл в лиге 630 матчей подряд, установив рекорд по количеству последовательных игр (рекорд был превзойдён в 1970-е годы Гэрри Ангером, а ныне принадлежит Дагу Джарвису).
На сезон 1964/65 Бостон продал права на игрока в «Портленд Букарус» из Западной хоккейной лиги. Здесь он выступал в течение многих последующих лет вплоть до ликвидации лиги в 1974 году, лишь ненадолго отлучившись в «Виктория Мейпл Лифс» — при этом за всё время пропустил только два матча. Хебентон стал одним из лучших игроков лиги по количеству набранных очков, удостоился здесь множества титулов и наград. Продолжал неизменно выходить на лёд во всех матчах, несмотря на почтенный возраст в 43 года. В общей сложности в своей профессиональной карьере Энди Хебентон сыграл в 1054 матчах регулярных чемпионатов подряд, тогда как вместе с матчами плей-офф это количество последовательных выходов на лёд составляет 1076.
Когда в 1974 году Западная хоккейная лига прекратила своё существование, Хебентон ненадолго перешёл в «Сиэтл Тотемс» из Центральной профессиональной хоккейной лиги. Здесь он завершил карьеру профессионального хоккеиста, проведя среди профессионалов в общей сложности 26 сезонов — по этому показателю он уступает только Горди Хоу и Яромиру Ягру. Также в сезоне 1974/75 он отметился выступлением за «Портленд Букарус» в полупрофессиональной Западной международной хоккейной лиге, после чего окончательно повесил коньки на гвоздь.
Его сын Клэй Хебентон стал достаточно известным хоккейным вратарём, выступал на профессиональном уровне в 1973—1980 годах.
Умер 29 января 2019 года в доме престарелых в Грешеме, штат Орегон, в возрасте 89 лет.